# Colinas de Golã
As colinas de Golã ou montes Golã (em árabe: هضبة الجولان, Hadhbat al-Jaulan, Haḍbatu 'l-Jawlān ou مرتفعات الجولان, Murtafaʕātu 'l-Jawlān; em hebraico:  רמת הגולן Ramat HaGolan), antes conhecidas como colinas Sírias, são uma região localizada no Levante.
A área exata definida como o território das colinas de Golã muda de acordo com a disciplina abordada:
- Como região geopolítica, as colinas de Golã são a área conquistada por Israel da Síria durante a Guerra dos Seis Dias, e posteriormente anexada pelo governo israelense em 1981. Esta região inclui os dois terços ocidentais das colinas de Golã geológicas, assim como a parte do monte Hérmon sob ocupação israelense. Internacionalmente reconhecida como território sírio, as colinas de Golã estão sob ocupação e administração de Israel desde 1967, quando a área foi capturada durante a Guerra dos Seis Dias. Após o cessar-fogo entre Israel e Síria, a chamada Linha Roxa passou a funcionar como limite entre os dois países.[3]

- Como região geológica e biogeográfica, as colinas de Golã são um planalto basáltico que tem suas fronteiras definidas pelo rio Jarmuque, no sul, o mar da Galileia e o vale de Hula, no oeste, o Antilíbano e o monte Hérmon, no norte, e o uádi Ruqqad no leste. Os dois terços ocidentais da região são atualmente ocupados por Israel, enquanto que a parte oriental é controlada pela Síria.

## História
Os primeiros indícios de ocupação humana remontam ao período Paleolítico Superior.
De acordo com o relato bíblico, um reino amorita em Basã foi conquistado pelos hebreus durante o reinado de Ogue. Durante todo o período do Antigo Testamento, Golã era "o foco de uma luta de poder entre os reis de Israel e os arameus que estavam baseados perto da atual Damasco". Na Mixná, a região é chamada de Gablān, nome similar aos nomes em aramaico: Gawlāna, Guwlana e Gublānā.
Os iturianos, um povo árabe ou aramaico, estabeleceram-se na região no século II a.C. e lá permaneceram até o final do período bizantino. Na época, a região era chamada de "Gaulanita" (em grego:  Γαυλανῖτις, transl.: Gaulanitis). Assentamentos judaicos organizados na região chegaram ao fim do ano 636, quando a área foi conquistada pelos árabes sob Omar. No século XVI, Golã foi conquistada pelo Império Otomano e foi parte do Vilaiete de Damasco, até ser transferida para o controle francês em 1918. Quando o mandato terminou em 1946, a região tornou-se parte da recém-independente República Árabe Síria.
Em 19 de junho de 1967, o gabinete israelense votou por devolver Golã à Síria em troca de um acordo de paz. Essas ofertas foram recusadas pelo mundo árabe com a Resolução de Cartum em 1 de setembro de 1967. Após a Guerra do Yom Kippur em 1973, Israel concordou em devolver cerca de 5% do território ao controle civil sírio. Esta parte foi incorporada a uma zona desmilitarizada ao longo da linha de cessar-fogo e se estende à leste. Essa faixa está sob o controle militar da Força das Nações Unidas de Observação da Separação (UNDOF).
A construção de assentamentos israelenses começou no restante do território mantido por Israel, que estava sob administração militar até que Israel aprovou a Lei das Colinas de Golã, estendendo a legislação e a administração israelense a todo o território em 1981. Esta atitude foi condenada pelo Conselho de Segurança das Nações Unidas na Resolução 497, afirmando que "a decisão de Israel de impor suas leis, jurisdição e administração nas ocupadas colinas de Golã sírias é nula e sem efeito jurídico internacional". Israel afirma que tem o direito de manter Golã, citando o texto da Resolução 242 da ONU, que clama por "fronteiras seguras e reconhecidas, livres de ameaças ou atos de força". No entanto, a comunidade internacional rejeita as reivindicações israelenses de posse da área e considera a região como um território soberano sírio.
Os primeiros-ministros israelenses, Yitzhak Rabin, Ehud Barak e Ehud Olmert afirmaram que estavam dispostos a trocar Golã pela paz com a Síria. Aproximadamente 10% dos drusos sírios que vivem em Golã aceitaram a cidadania israelense. De acordo com o CIA World Factbook, em 2010, "existiam 41 assentamentos israelenses e terras de uso civil nas Colinas de Golã ocupadas por Israel".